# دومین آسایشگاه زیرزمینی

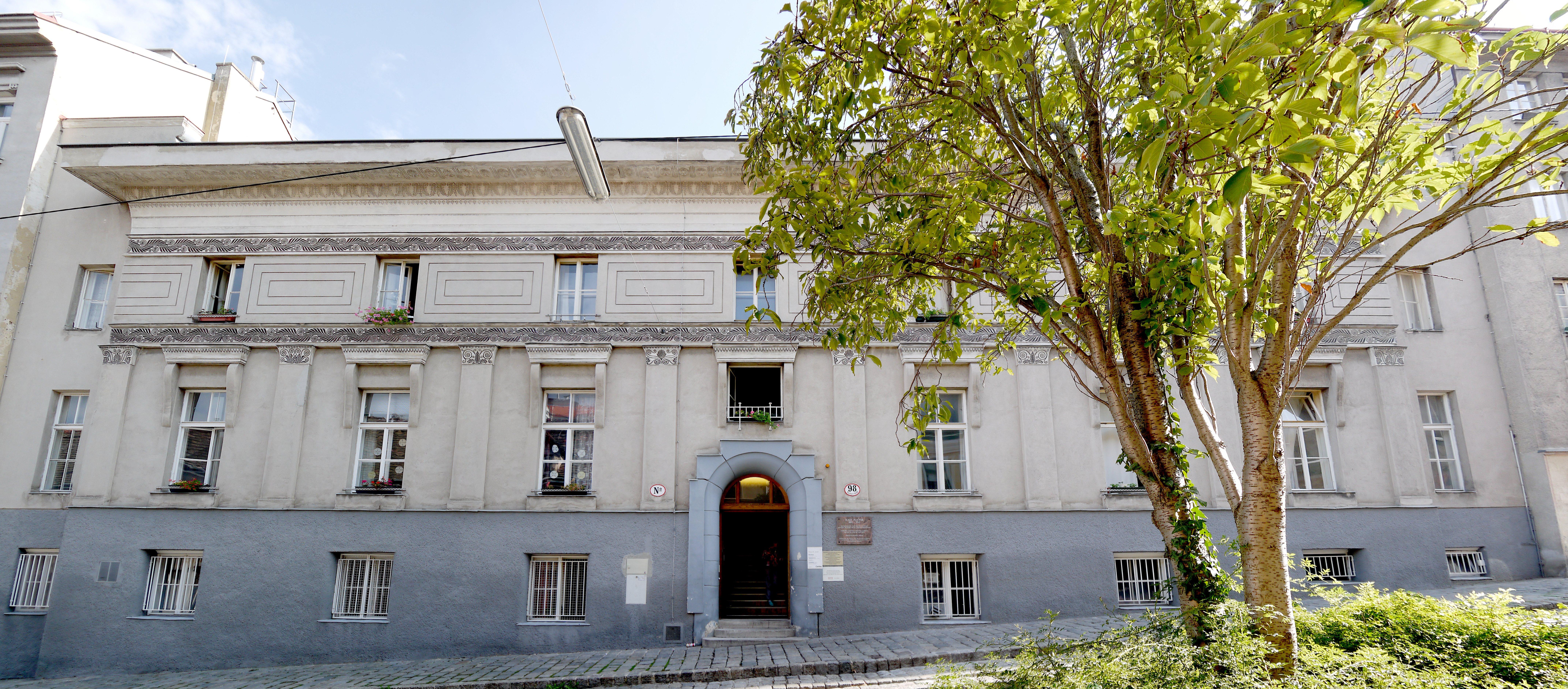
آسایشگاه دوم در منطقه ۱۸ وین Währing

بعد از تأسیس آسایشگاه اول، دومین آسایشگاه به عنوان یک نهاد برای بی خانمان‌ها تحت پوشش کاریتاس وین در منطقه 18 Währing وین تأسیس شد.

## موقعیت و معماری
این آسایشگاه در آدرس Lacknergasse 98 در منطقه Weinhaus واقع است.
ساختمان طراحی شده توسط معمار Jože Plečnik
به صورت بتن فولادی و به سبک نئوکلاسیک بنا شده‌است.
این ساختمان تحت حمایت آثارباستانی است.

## تاریخچه
یوهان اوانگلیست ساکرل از بنیانگذاران کاتولیکی انجمن حفاظت از کودکان ساختمان فعلی سفارش داده شده را در سال ۱۹۰۷ ساخت و در ابتدا آن به عنوان ایستگاه حفاظت از کودکان استفاده می‌شدند. در این مهم سیاستمدار خانم ژوسفینه کورز بوار به عنوان مددکار اجتماعی وارد عمل شد.
کاریتاس این ساختمان را در سال ۱۹۸۳ در اختیار خواهر گراتا قرار داد که در آنجا در ابتدا برای حمایت از مردهای بی خانمان مورد پوشش قرار گرفت.
برای حمایت مالی و ایدئولوژیک از راهبه، انجمن بی خانمان خواهر گراتا با کمک رئیس فوق کلیسا نوربرت روث تأسیس شد.

## عرضه‌ها
برای بی خانمان‌های مرد و زن مرکز مراقبت روزانه کاریتاس امکان اقامتی، حمام و شستشو را فراهم می‌کند.
کیسه خواب در صورت لزوم ارائه می‌شود. صبحانه رایگان است و نهار با پول اندکی قابل تهیه است. یک پناهگاه اضطراری به عنوان محل خواب برای زنان نیز موجود است.